# District de Callao
Pour les articles homonymes, voir Callao (homonymie).

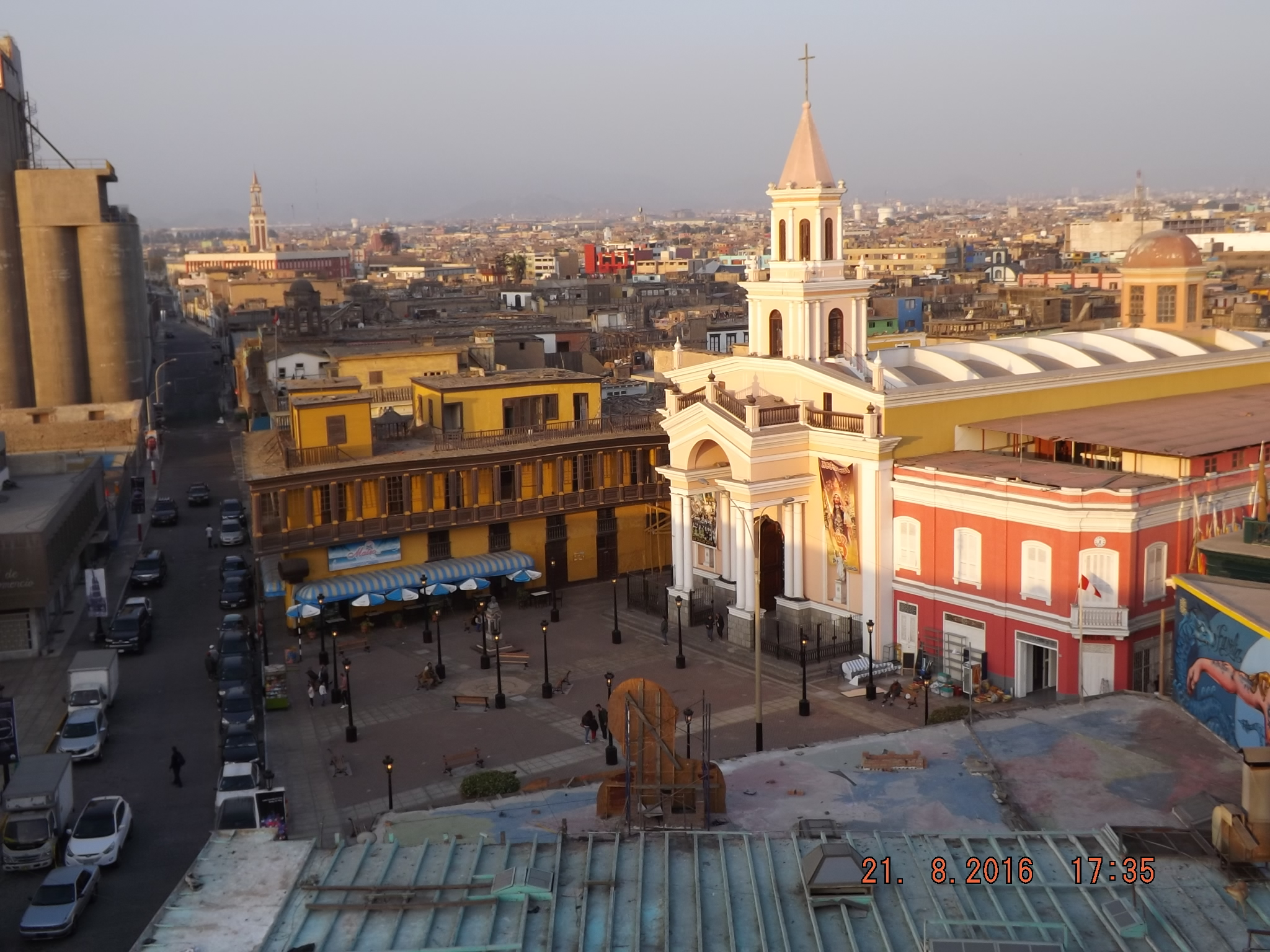
Cathédrale de San José devant la Plaza Matriz.

Le district de Callao est l'un des sept districts de la province constitutionnelle de Callao, qui, selon la loi 27867 du 16 novembre 2002, constitue la seule province qui forme la région de Callao au Pérou.
Il a été créé comme district par un décret du 20 août 1836.

## Géographie
Il est limité au nord par le district de Ventanilla; au sud, par les districts de Bellavista, de La Perla et l'océan Pacifique; à l'ouest, par le district de La Punta et le Pacifique et, à l'est, par les districts de Lima, de San Martin de Porres, de Carmen de la Legua Reynoso et de San Miguel.

## Population et superficie
Le district de Callao compte une population de plus de 400 000 habitants sur une superficie de 45,65 km2.

## Municipalité
| Année       | Noms                   |
| ----------- | ---------------------- |
| 2003 - 2006 | Alex Kouri Bumachar    |
| 2007 - 2010 | Felix Moreno Caballero |
| 2011 - 2014 | Juan Garcia Sotomayor  |
| 2015 -      | Juan Garcia Sotomayor  |